# Liste von Psychotherapie- und Selbsterfahrungsmethoden
Die folgende Liste enthält eine Übersicht über aktuelle und historisch relevante Therapieansätze evidenzbasierte, d. h. wissenschaftlich überprüfte psychotherapeutische Verfahren. Daneben wurden auch einige Verfahren mit in die Liste aufgenommen, die wissenschaftlich nicht anerkannt sind oder als widerlegt gelten, sowie Methoden, die eher dem para- und pseudowissenschaftlichen Bereich zuzurechnen sind.
- Psychotherapie, Psychosomatik und Psychiatrie
- Selbsterfahrung
- psycho-soziale Beratung
- alternativer „Psychomarkt“

## Therapieansätze

### Klassische Psychoanalyse / psychoanalytisch begründete Langzeittherapie
Psychoanalytische Methoden beschäftigen sich mit unbewussten Konflikten und deren frühkindlicher Entstehung und versuchen, dem Patienten ein vertieftes Verständnis der ursächlichen (meist unbewussten) Zusammenhänge seines Leidens zu vermitteln. Sie beziehen sich meist direkt auf Sigmund Freud oder seine Schüler Alfred Adler und Carl Gustav Jung und finden in mehreren Sitzungen pro Woche oft über mehrere Jahre statt.
- Psychoanalyse (PA) nach Sigmund Freud
- Gruppenpsychoanalyse (GP) nach J. H. Pratt, T. Burrow, P. Schilder, S. H. Foulkes, W. Bion, S. Slavson u. a.
- Individualpsychologie (IP) nach Alfred Adler
- Analytische Psychologie (AP) nach Carl Gustav Jung
- Psychoanalyse von Kindern und Jugendlichen nach Anna Freud, Melanie Klein u. a.
- Analytische Psychotherapie (AP)
- Transference-Focused-Psychotherapy (TFP) nach John F. Clarkin, Frank E. Yeomans und Otto F. Kernberg, Durcharbeitung der Übertragungsbeziehung zwischen Patient und Psychotherapeut, die im „Hier und Jetzt“ auftritt.

### Tiefenpsychologisch fundierte (psychodynamische) Methoden
Tiefenpsychologisch fundierte (psychodynamische) Psychotherapie (mittelfristige Psychotherapie) basiert auf tiefenpsychologischen Grundannahmen, setzt aber ihre Schwerpunkte stärker in der aktuellen Konfliktsituation und deren Bewältigung. Dabei soll dem Klienten Einsicht in die Struktur und Bedeutung der Konflikte sowie in deren zugrundeliegenden Ursachen vermittelt werden.
- Tiefenpsychologisch fundierte Psychotherapie (TP)
- Co-Counselling (Psychotherapie meist in Form von Selbsthilfegruppen ohne Therapeuten)
- Tiefenpsychologische Familientherapie nach Horst-Eberhard Richter, Jürg Willi, Helm Stierlin
- Interpersonelle Psychotherapie (IPT) nach Harry Stack Sullivan; Kurzzeit-Therapie mit Fokus auf belastenden interpersonellen Lebensbezügen zur Behandlung von mittelgradigen bis schweren, nicht-wahnhaften Störungen.

Auf tiefenpsychologischen Theorien basierende Methoden
- Katathym-Imaginative Psychotherapie (KIP) nach Hanscarl Leuner; unterstützt durch Suggestionen des Therapeuten soll der Klient dazu Assoziationen entwickeln und Bilder entstehen lassen, die einen therapeutischen Prozess mit dem Unbewussten in Gang bringen.
- Psycholytische Psychotherapie (Substanz-unterstützte Psychotherapie); Verfahren, bei der zur Unterstützung der Therapie bewusstseinsverändernde (psychotrope) Substanzen angewendet werden.

### Weitere psychodynamische Methoden
- Fokaltherapie (psychoanalytischen Kurzpsychotherapie) nach Michael Balint; Herausarbeiten und analytische Bearbeitung eines Kernkonflikts.
- Mentalisierungsbasierte Psychotherapie nach Anthony W. Bateman und Peter Fonagy; Verbesserung der Reflexionsfähigkeit mentaler Vorgänge bei sich und in sozialen Beziehungen.
- Lebensrückblickstherapie (LRT), z. B. nach Verena Kast (Fokaltherapie), strukturierte LRT (B. K. Haight, B. S. Haight) u. a.
- Psychodynamisches Coaching
- Psychodynamische Kurzzeitpsychotherapie (STPP)
- Intensive Psychodynamische Kurzzeittherapie (ISTDP) nach Habib Davanloo (u. a. als Traumatherapieverfahren)
- Psychodynamisch Imaginative Traumatherapie (PITT) nach Luise Reddemann (u. a. als Traumatherapieverfahren)
- Mehrdimensionalen Psychodynamischen Traumatherapie (MPTT) von Gottfried Fischer (Traumatherapieverfahren)
- Ego-State-Therapie nach John Watkins und Helen Watkins (Therapieverfahren u. a. bei Trauma, KPTBS, DIS, BPS)
- zielorientiertes Ego-State Integrationsmodell (Tactical Integration Model) nach Catherine G. Fine
- strategisches Ego-State Integrationsmodell nach Rick P. Kluft
- Imagery Rescripting & Reprocessing Therapy (IRRT) nach Mervyn Schmucker u. a., insbes. als Traumatherapieverfahren

### Systemische Therapie
Die Systemische Therapie berücksichtigt stärker den sozialen Kontext, wie Interaktionen und Beziehungsstrukturen in Familien und sozialen Systemen bei der Lösung psychischer Probleme und geht dabei stärker ressourcen- und zielorientiert vor.
- Heidelberger Schule (Therapie)
  - Mehrgenerationentherapie
  - Narrative Therapie (NT) nach Michael White, David Epston (≠ Narrative Expositionstherapie, s. u.)
  - Lösungsfokussierte Therapie (SFT) nach Steve de Shazer, Insoo Kim Berg
  - Therapie ohne hörbare Antworten nach Insa Sparrer

### Hypnotherapie
Hypnotherapie nutzt die Wirkung therapeutischer Trance und Suggestionen, um Heilungs-, Such- und Lernprozesse zu fördern.
- Hypnosepsychotherapie (HY) nach Milton Erickson
- Hypnosystemische Therapie (HST) (lösungsorientierter Ansatz) nach Gunther Schmidt, Helm Stierlin

### Verhaltenstherapeutische Methoden
Mit Verhaltenstherapie wird ein ganzes Spektrum von Formen der Psychotherapie bezeichnet, bei denen die Erkennung und Änderung von Verhaltensmustern im Vordergrund steht.
- Operante Verfahren (Verhaltensmodifikation / Kontrolle der Verhaltenskonsequenzen)
  - Token-Systeme
  - Kontingenzverträge
  - Shaping
  - Chaining
  - Prompting
  - Fading
  - Entkopplung
  - Habit Reversal Training
- Konfrontations- und Bewältigungsverfahren (Stimulus-Kontrolle)
  - Systematische Desensibilisierung
  - Flooding
  - Implosionstherapie
  - Reaktionsverhinderung
  - Biofeedback nach Neal E. Miller (≠ Biofeedback als med. & psychotherap. Therapie- und Entspannungsverfahren, s. u.)
  - Prolonged Exposure nach Edna Foa
  - Narrative Expositionstherapie (NET) nach Maggie Schauer, Thomas Elbert (u. a. als Traumatherapieverfahren)
  - EMDR (Eye Movement Desensitization and Reprocessing) nach Francine Shapiro (Traumatherapieverfahren)
- Kognitive Ansätze und Bewältigungstrainings (CBT)
  - Kognitive Therapie nach Aaron T. Beck
  - Rational Emotive Therapie nach Albert Ellis
  - Kognitive Verhaltenstherapie nach H. Stavemann
  - Kognitive Kunsttherapie nach Otto Hanus
  - Ärgermanagement nach Raymond W. Novaco
  - Metakognitives Training
  - Metakognitive Therapie
  - Stressimpfungstraining nach Donald Meichenbaum
  - Selbstinstruktionstraining nach Donald Meichenbaum
  - Angstmanagement nach Suinn & Richardson
  - Bewältigungstraining nach Holroyd, Andrasik & Westbrook
  - Problemlösetraining nach T. J. D’Zurilla und M. R. Goldfried
  - Schmerzmanagement nach Dennis C. Turk
  - Selbstmanagement-Therapie nach Frederick Kanfer
  - Training Sozialer Kompetenz (Social Skills Training)
- Mehrere Ansätze kombinierende Verfahren
  - Akzeptanz- und Commitmenttherapie (ACT) nach Steven C. Hayes u. a.
  - Cognitive Behavioral Analysis System of Psychotherapy (CBASP) nach James P. McCullough
  - Dialektisch-behaviorale Therapie (DBT) nach Marsha M. Linehan
  - Motivierende Gesprächsführung (MI) nach Miller und Rolnick
  - Training emotionaler Kompetenz nach Berking
  - Cognitive Appraisal Therapy (CAT) nach Richard L. Wessler
  - Achtsamkeitsbasierte Kognitive Therapie (MBCT) nach Zindel Segal, Mark Williams und John D. Teasdale
  - Multimodale Therapie (BASIC ID) nach Arnold A. Lazarus
  - Klärungsorientierte Psychotherapie (KoP) (= Zielorientierte Psychotherapie) nach Rainer Sachse
  - Schematherapie nach Jeffrey E. Young

### Humanistisch-existenzielle Methoden
Die Humanistische Psychologie versteht sich als dritte Kraft neben der Tiefen- und Verhaltenspsychologie und betrachtet den Menschen im Ganzen.
- Logotherapie und Existenzanalyse originär nach Viktor Frankl, Wiedererlangung einer Sinngebung (lógos) und Werteorientierung im Leben, zur Entwicklung einer selbstverantworteten Einstellung und konstruktiven Neubewertung der Biographie und einer von einer existentiellen Sinndimension getragenen Lebensperspektive.
- Existenzielle Psychotherapie nach Rollo May und Irvin D. Yalom, Bearbeitung grundlegender existenzieller Fragen und Ängste
- Existenzanalyse in der Weiterentwicklung nach Alfried Längle, stärkerer Fokus auf innerer Zustimmung zum eigenen Handeln und Dasein.
- Gestalttherapie (GT) nach Paul Goodman, Fritz Perls und Laura Perls; beziehungsorientiertes Verfahren zur Förderung der Wahrnehmung der momentanen (hier-und-jetzt) Empfindungen und Gefühle des Klienten.
- Gestalttheoretische Psychotherapie (GTP) nach Hans-Jürgen Walter
- Integrative Gestalttherapie (IG) nach Erving Polster und Miriam Polster
- Integrative Therapie (IP) nach Hilarion Petzold
- Klientenzentrierte Psychotherapie (KP) bzw. Personzentrierte Psychotherapie nach Carl Rogers; non-direktive Gesprächstherapie, die den Klienten durch aktives Zuhören in einem authentisch wertschätzenden Dialog bei der Einsichtsgewinnung und -veränderung unterstützen soll.
- Focusing nach Eugene T. Gendlin; die Therapie orientiert sich am Erleben der körperlichen Resonanz (‚Felt Sense‘) eines Problems des Klienten, um so dessen Zugang zu schwer zugänglichen Gefühlen und Problemen zu erleichtern. Davon abgeleitet ist die Kreativitätstechnik ‚Thinking at the Edge‘.
- Emotionsfokussierte Psychotherapie (EFT) nach Leslie S. Greenberg
- Zielorientierte Gesprächspsychotherapie nach Rainer Sachse
- Gesprächspsychotherapie nach Reinhard Tausch und Anne-Marie Tausch
- Humanistisches Psychodrama (HPD) nach Hans-Werner Gessmann
- Daseinsanalyse (DA) nach Ludwig Binswanger
- Positive Psychotherapie (PPT) nach Nossrat Peseschkian; ressourcenorientiertens, salutogenetisches Konzept, bei dem nicht die Probleme des Klienten, sondern dessen Fähigkeiten und Stärken im Mittelpunkt stehen, um ihn beim Erlernen eines konstruktiven Umgangs mit seinen Problemen zu unterstützen.
- Psychosynthese (humanistischer, positiver, transpersonaler Psychotherapieansatz) nach Roberto Assagioli; weniger problem- (Analyse) als potenzial- und zielorientiertes (Synthese) Verfahren bezieht stärker Ressourcen und positive Potentiale des Klienten, Sinnfragen und transpersonale Aspekte in die Therapie ein, um mittels Umdeutungen und Imaginationen eine bessere Integration der Persönlichkeit und Stärkung des Willens zu erreichen.
- Transaktionsanalytische Psychotherapie (TA) nach Eric Berne; wiederkehrende Kommunikationsmuster werden im Hinblick auf ihre Transaktionen zwischen den verschiedenen Ich-Zuständen analysiert, um so unbewusst geprägte Lebenseinstellungen (Skript) zu erkennen und zu verändern.

### Gruppentherapie
Gruppenpsychotherapie nutzt die in einer Gruppe auftretenden Gruppen- und Resonanzphänomene für die Psychotherapie. Dabei können entweder mehrere Patienten der Gruppe gleichzeitig behandelt werden oder jeweils einzelne Mitglieder der Gruppe im Fokus stehen.
- Klassisches Psychodrama nach Jacob Levy Moreno
- Humanistisches Psychodrama nach Hans-Werner Gessmann
- Dynamische Gruppenpsychotherapie (DG) nach Raoul Schindler
- Analytische Gruppentherapie oder Gruppenanalyse nach S. H. Foulkes, Wilfred Bion, Samuel Slavson u. a.
- Göttinger Modell nach Franz Heigl und Annelise Heigl-Evers
- Gruppenpsychotherapie (analytisch) (Peter Fürstenau, Horst-Eberhard Richter und viele andere)
- Identitätsorientierte Psychotraumatherapie (IoPT) nach Franz Ruppert
- Großgruppentherapie nach Josef Rattner
- Themenzentrierte Interaktion (TZI) nach Ruth Cohn
- Gestaltgruppentherapie nach Fritz Perls
- Konzentrative Bewegungstherapie (KBT) nach Helmuth Stolze
- Bonding (Körperorientierte Psychotherapiemethode), „Casriel-Gruppe“ nach Dan Casriel
- Balint-Gruppe (psychotherapeutische Supervisionsgruppe für Ärzte, Psychotherapeuten) nach Michael Balint

### Familientherapie
- - Systemische Familientherapie
  - Familienskulptur nach Virginia Satir
  - Entwicklungsorientierte Familientherapie nach Virginia Satir
  - Strukturelle Familientherapie nach Salvador Minuchin
  - Strategische Familientherapie (Palo-Alto-Gruppe)
  - Direktive Familientherapie nach Jay Haley
  - Mailänder Modell (Mara Selvini Palazzoli, Gianfranco Cecchin, Luigi Boscolo, Giuliana Prata)
  - Heidelberger Schule (Fritz B. Simon, Gunther Schmidt, Kurt Ludewig, Arnold Retzer, Gunthard Weber und viele andere)
  - Systemische Familientherapie nach Jutta Fiegl, Siegfried Alexander Henzl, Gerda Mehta, Margarete Mernyi u. a.
- Aufstellungen
  - Familienaufstellung nach Iván Böszörményi-Nagy, Geraldine M. Spark, Thea L. Schönfelder, Bert Hellinger und andere
  - Organisationsaufstellung nach Gunthard Weber, Klaus Grochowiak
  - Systemische Strukturaufstellung (SySt) nach Insa Sparrer, Matthias Varga von Kibéd
- Weitere Richtungen
  - Provokative Therapie nach Frank Farrelly
  - Systemische Therapie mit der Inneren Familie (IFS) nach Richard Schwartz
  - Emotionale Reintegration nach Peter Bolen

### Systemisch-imaginative Methoden
- Neuro-Linguistisches Programmieren (NLP) nach Richard Bandler und John Grinder u. a.
- Neuro-Linguistische Psychotherapie (NLPt)

### Körperorientierte Methoden
Körpertherapie und Körperpsychotherapie bezeichnen Therapien, die sich über die Behandlung des Körpers der Bewältigung und Aufarbeitung von persönlichen Problemen und Neurosen nähern.
- Biodynamische Körperpsychotherapie nach Gerda Boyesen
- Biodanza nach Rolando Toro
- Strukturelle Körpertherapie (SKT) nach Herbert Grassmann, Erich von Derschatta
- Focusing nach Eugene T. Gendlin
- Festhaltetherapie nach Martha Welch und Jirina Prekop
- Bonding nach Daniel Casriel
- Atemtherapien:
  - Erfahrbarer Atem nach Ilse Middendorf
  - Rebirthing nach Leonhard Orr
  - Holotropes Atmen nach Stanislav Grof
  - Intuitives Atmen nach Karl Scherer
  - Hyperventilation
- Integrative Body Psychotherapy (IBP) nach Jack Lee Rosenberg
- Integrative Bewegungstherapie (IBT) nach Hilarion Petzold, Hildegund Heinl
- Konzentrative Bewegungstherapie (KBT) nach Helmuth Stolze
- Körperorientierte Psychotherapie nach G. Downing
- Auf Wilhelm Reich zurückgehende Verfahren:
  - Skan-Körperarbeit nach Michael Smith und Al Bauman
  - Unitive Körperpsychotherapie nach Jay Stattmann
  - Bioenergetik nach Alexander Lowen
  - Biosynthese nach David Boadella
  - Biodynamische Körperpsychotherapie nach Gerda Boyesen
  - Hakomi nach Ron Kurtz
- Somatic Experiencing (körperorientierte Traumatherapie) nach Peter Levine
- Primärtherapie nach Arthur Janov
- Feldenkrais-Methode nach Moshé Feldenkrais
- Funktionelle Entspannung (FE) nach Marianne Fuchs
- Emotionale Reintegration nach Peter Bolen
- Trager-Methode nach Milton Trager
- Eutonie nach Gerda Alexander
- Alexander-Technik nach Frederick Matthias Alexander
- Moderner Yoga

### Gruppendynamik
Gruppendynamik nutzt gruppendynamische Vorgänge, um das Wirken des eigenen und fremden Verhaltens zu beobachten und erfahrbar machen und neues Verhalten auszuprobieren.
- Gruppendynamisches Training
- T-Group oder Trainingsgruppe
- Org-Lab oder Organisationslaboratorium
- Selbsterfahrungsgruppe
- Encounter-Gruppe
- Sensitivity-Gruppe
- TZI-Gruppe

### Gemeinschaft und Selbsthilfe
- Therapeutische Gemeinschaft nach S. H. Foulkes, Wilfred Bion
- Milieutherapie nach Wilfred Bion, Fritz Redl, August Aichhorn
- Zwölf-Schritte-Programm der Anonymen Alkoholiker
- Synanon nach Chuck Dederich
- Soteria nach Loren Mosher

### Entspannungsverfahren
- Autogenes Training (AT) nach Johannes H. Schultz
- Progressive Muskelrelaxation (PMR) nach Edmund Jacobson
- Qigong
- Yoga, Hatha Yoga
- Meditation
- Transzendentale Meditation
- Atementspannung
- Biofeedback (med. & psycholog. Therapie- und Entspannungsverfahren)
- Neurofeedback (EEG-Feedback, med. Therapie- & Präventionsverfahren)
- Achtsamkeitsbasierte Stressreduktion (MBSR) nach Jon Kabat-Zinn

### Kunstorientierte Methoden
- Schreibtherapie / Poesietherapie
- Bibliotherapie
- Musiktherapie
- Tanztherapie
- Theatertherapie
- Kunsttherapie, Künstlerische Therapie
- Kognitive Kunsttherapie

### Sonstige
- Transpersonale Psychotherapie; psychotherapeutische Ansätze, die philosophische, religiöse und spirituelle Aspekte in die Therapie einbeziehen, wie Psychosynthese, transpersonale Verhaltenstherapie, Prozessorientierte Psychologie, Initiatische Therapie, einige Formen von Psychotherapie mit Psychedelika.
- Clean Language; Form therapeutischer Kommunikation zur Hinterfragung und Veränderung limitierender Klienten-Erfahrungen.
- Enlightenment Intensive oder „Sag, mir wer du bist“, dyadische (in Zweierbeziehung); intensive Form der Selbsterfahrung.
- Narkotherapie[1]

### Komplementäre Methoden
- Reittherapie
- Tiergestützte Therapie

## Anerkennung und Kostenübernahme
Nicht alle Psychotherapieverfahren sind überall staatlich anerkannt und werden von allen Krankenkassen finanziert. Dahinter stehen berufsständische Interessenskämpfe (zwischen Medizinern, Psychologen und anderen Berufen) sowie die Konkurrenz der Psychotherapie-Schulen untereinander und uneinheitliche Wirksamkeitsuntersuchungen. In der Schweiz und in Österreich ist die methodische Freiheit und Verantwortung des Therapeuten sehr viel weiter gefasst als in Deutschland.
In der Schweiz wird nicht nach Methoden unterschieden. Entscheidend ist die Qualifikation des Therapeuten. Zugelassen sind psychotherapeutisch ausgebildete Ärzte, die ihrerseits psychotherapeutisch ausgebildete Psychologen anstellen können. Diese Therapien werden von der obligatorischen Krankenversicherung finanziert. Private Versicherungen unterliegen keinen Beschränkungen. Die Zulassung von Therapiemethoden erfolgt durch die Schweizerische CHARTA für Psychotherapie, den Schweizerischen Berufsverband für angewandte Psychologie SBAP, den Schweizerischen Psychotherapeuten-Verband SPV sowie die Föderation Schweizerischer Psychologen FSP.
In Österreich besteht keine Beschränkung auf Quellberufe wie Arzt oder Psychologe. Entscheidend für die Eintragung als Psychotherapeut ist eine zweistufige Ausbildung, die mindestens fünf Jahre dauert und aus einem allgemeinen Teil, dem Psychotherapeutischen Propädeutikum und einem Fachspezifikum besteht. Zugelassen sind derzeit 22 Verfahren, die in der untenstehenden Tabelle gelistet sind.
In Deutschland ist die Psychotherapie streng reglementiert und stark an die ärztliche Versorgung gekoppelt. Außer Ärzten dürfen nur Psychologen und Heilpraktiker psychotherapeutisch arbeiten. Die anerkannten Verfahren sind im Wesentlichen vier, die im Einzel- und im Gruppensetting sowohl für Erwachsene als auch für Kinder und Jugendliche angeboten werden dürfen: tiefenpsychologisch fundierte Psychotherapie als Kurztherapie, Fokaltherapie oder dynamische Psychotherapie, analytische Psychotherapie nach Sigmund Freud, C.G. Jung oder Alfred Adler, Verhaltenstherapie mit verschiedenen Schwerpunkten, sowie Systemische Therapie. Außerdem können autogenes Training, progressive Muskelentspannung und Hypnose als Einzelbehandlung genehmigt und finanziert werden. Die Heilmittelverordnung erkennt außerdem Ergotherapie an, innerhalb der auch Gestaltungstherapie und Arbeitstherapie stattfinden kann.
| Richtung            | Methode                                   | Gründer                            | Deutschland | Österreich | Schweiz |
| ------------------- | ----------------------------------------- | ---------------------------------- | ----------- | ---------- | ------- |
| analytisch          | Psychoanalyse                             | Sigmund Freud                      |             |            |         |
|                     | Individualpsychologie                     | Alfred Adler                       |             |            |         |
|                     | Analytische Psychologie                   | C. G. Jung                         |             |            |         |
|                     | Gruppenpsychoanalyse                      | Pratt, Burrow, Schilder            |             |            |         |
| tiefenpsychologisch | Autogene Psychotherapie                   | Johannes Heinrich Schultz          | –           |            | –       |
|                     | Daseinsanalyse                            | Ludwig Binswanger                  | –           |            |         |
|                     | Dynamische Gruppenpsychotherapie          | Raoul Schindler                    | –           |            |         |
|                     | Hypnosepsychotherapie                     | Milton Erickson                    | (1)         |            |         |
|                     | Katathym-Imaginative Psychotherapie       | Hanscarl Leuner                    |             |            |         |
|                     | Konzentrative Bewegungstherapie           | Gindler, Stolze, Cserny            | –           |            | –       |
|                     | Transaktionsanalyse                       | Eric Berne                         | –           |            |         |
| humanistisch        | Existenzanalyse und Logotherapie          | Viktor Frankl                      | –           |            |         |
|                     | Gestalttherapie                           | Perls, Perls, Goodman              | –           |            |         |
|                     | Gesprächspsychotherapie                   | Carl R. Rogers                     | (2)         |            |         |
|                     | Humanistisches Psychodrama                | Hans-Werner Gessmann               | –           |            |         |
|                     | Psychodrama                               | Jakob L. Moreno                    | –           |            |         |
|                     | Psychosynthese                            | Roberto Assagioli                  | –           |            |         |
| behavioral          | (klassische) Verhaltenstherapie           | Thorndike, Watson, Skinner u. a.   |             |            |         |
| kognitiv            | kognitive Verhaltenstherapie              | Ellis, Beck, Kanfer, Lazarus u. a. |             |            |         |
| systemisch          | Systemische Therapie                      | Satir, Haley, Jackson u. a.        | (3)         |            |         |
| kombinatorisch      | Integrative Therapie                      | Hilarion Petzold                   | –           |            |         |
|                     | Gestalttheoretische Psychotherapie        | Hans-Jürgen Walter                 | –           |            | –       |
| humanistisch        | Neuro-Linguistische Psychotherapie        | Schütz, Karber, Jelem u. a.        | –           |            | –       |
| körperorientiert    | Bioenergetische Analyse                   | Wilhelm Reich, Alexander Lowen     | –           | –          |         |
|                     | Biosynthese                               | David Boadella                     | –           | –          |         |
|                     | Körperpsychotherapie                      | verschiedene Schulen               | –           | –          |         |
| kunstorientiert     | Kunst- und ausdrucksorientierte Therapien | verschiedene Schulen               | –           | –          |         |
|                     | Musiktherapie                             | verschiedene Schulen               | –           |            |         |

(1) Hypnosetherapie: in Deutschland Einzelbehandlung für Erwachsene anerkannt, muss von einem Psychotherapeuten durchgeführt werden

(2) Gesprächstherapie: in Deutschland für Erwachsene anerkannt, wird allerdings von den Kassen noch nicht finanziert

(3) Systemische Therapie: in Deutschland für Erwachsene anerkannt, Anerkennungsverfahren für Kinder und Jugendliche läuft
Neben den gelisteten Verfahren besteht eine Vielzahl anderer Schulen und Methoden, manche sind in erster Linie historisch bedeutsam, bei anderen handelt es sich um Weiterentwicklungen, Spezialisierungen oder Abspaltungen. Nicht alle Ansätze nehmen in Anspruch, zur Heilung psychischer Störungen beitragen zu können. Es gibt auch Methoden, die nicht für die Psychotherapie konzipiert wurden, sondern für Beratung und Coaching oder als Selbsterfahrungstechnik. Unter den in Deutschland nicht anerkannten Verfahren finden sich zwar einige nutzlose, fallweise sogar gefährliche Entwicklungen, aber auch traditionsreiche, neue oder etablierte Ansätze mit vielversprechenden Ideen, die in anderen europäischen Ländern bereits anerkannt sind.

## Zulassung von Verfahren und Berufsgruppen
Psychotherapeutische Verfahren und psychotherapeutische Qualifikation wird je nach Land und Grundberuf sehr unterschiedlich gehandhabt:
| Land        | Verfahren       | Ärzte               | Psychologen                   | andere Berufe        | Ausbildung    |
| ----------- | --------------- | ------------------- | ----------------------------- | -------------------- | ------------- |
| Schweiz     | alle zugelassen | voll zugelassen     | nur als Angestellte beim Arzt | nicht zugelassen     | ?             |
| Österreich  | 23 zugelassen   | voll zugelassen     | voll zugelassen               | voll zugelassen (2)  | 3.215 Stunden |
| Deutschland | 3 zugelassen    | voll zugelassen (1) | voll zugelassen (1)           | nicht zugelassen (3) | ?             |

(1) Psychologen und Ärzte müssen eine staatlich kontrollierte Ausbildung zum Psychologischen Psychotherapeuten bzw. Ärztlichen Psychotherapeuten absolviert haben.

(2) Krankenpfleger, medizinisch-technische Assistenten, Sozialarbeiter, Pädagogen, Ehe- und Familientherapeuten, Musiktherapeuten, Philosophen, Publizisten und Kommunikationswissenschaftler, Theologen und Lehrer dürfen eigenverantwortlich psychotherapeutisch arbeiten und direkt über die Krankenkassen abrechnen, wenn sie die gesetzlich vorgeschriebene Ausbildung im Umfang von mindestens 3.215 Stunden absolviert haben, eigenberechtigt sind, das 28. Lebensjahr vollendet haben und in die Psychotherapeutenliste des Gesundheitsministeriums eingetragen wurden. Anlässlich der Eintragung muss ein Strafregister-Auszug vorgelegt werden. Ein sogenannter Genie-Paragraf ermöglicht es dem Bundeskanzler, auch andere Berufsgruppen zur Psychotherapie-Ausbildung zuzulassen.

(3) Als Kinder- und Jugendlichenpsychotherapeut sind auch Pädagogen zugelassen. Sie müssen eine staatlich kontrollierte Ausbildung absolvieren. Eine Zulassung für Psychotherapie nach dem Heilpraktikergesetz ermöglicht das Anbieten von Psychotherapie, mit sehr unterschiedlicher Verankerung im Versicherungssystem. Grundlage ist eine Prüfung beim zuständigen Gesundheitsamt.